# Мао, Норберт
Норберт Мао (англ. Norbert Mao; род. 1967, Гулу, Уганда) — угандийский адвокат и политик. Он является председателем «Демократической партии» и главой округа Гулу.

## Ранние годы и образование
Норберт Мао родился 12 марта 1967 года. Его отец был представителем народа ачоли, а мать происходила из народа анколе. Оба его родителя умерли в сентябре 2009.
Норберт Мао ходил в начальную школу в городе Джинджа. Затем учился с 1982 по 1988 год в колледже Намильянго — средней и высшей школе — интернате для мальчиков. С 1988 по 1991 Мао обучался в университете Макерере и закончил его со степенью Бакалавр права. В 1992 году Мао получал образование в Центр развития права, чтобы получить диплом специалиста в области права.
В 2003 Мао был принят в Йельский университет в рамках специальной программы этого университета.

## Карьера

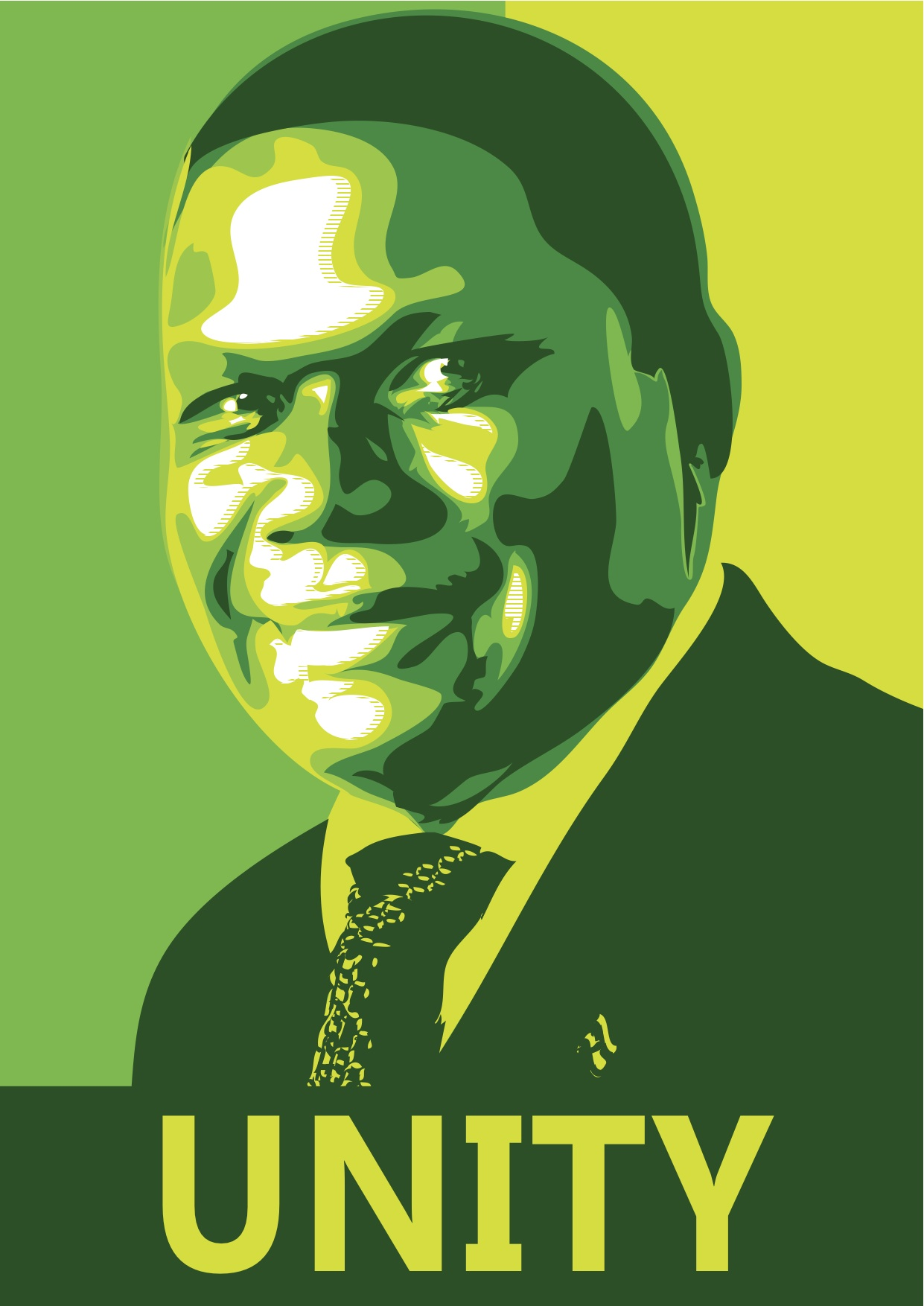
Предвыборный постер кандидата Мао

С 1992 по 1994 Норберт Мао работал юристом в расположенной в Кампале юридической компании «Kabugo and Co. Advocates». В период с 1994 по 1996 год он работал в качестве юридического советника в проекте правовой помощи в компании «Юридическое общество Уганды».
В 1996 Мао был избран в Угандийский парламент от округа Гулу. В парламенте он состоял в комитете по бюджету и в комитете по правовым и парламентским вопросам. В 2006 году его работа в парламенте закончилась и Мао был избран главой округа Гулу.
Мао сыграл важную роль в урегулировании конфликта между «Господней армией сопротивления» и правительством Уганды. Он лоббировал принятие закона об амнистии, который должен был способствовать восстановлению мирной обстановки в северной Уганде.
Норберт Мао избран председателем «Демократической партии» 20 февраля 2010 года. Он участвовал в выборах на пост президента Уганды в феврале 2011. Мао занял третье место, уступив Киззе Бесидже и Йовери Мусевени, который в итоге стал президентом. Норберт Мао, а также другие оппозиционные кандидаты заявили о своём несогласии с итогами выборов и обвинили власть в фальсификациях.
Впоследствии Мао с другими оппозиционерами участвовали в демонстрациях против результатов выборов и против роста цен на продовольствие и топливо. Правительство несколько раз разгоняло демонстрантов, а Норберт Мао вместе с несколькими сторонниками были задержаны и провели под арестом две недели.
21 ноября 2020 года Мао согласился сформировать альянс вместе с другими кандидатами в президенты от оппозиции Боби Вайном, Генри Тумукунде, Мугишей Мунту и Патриком Амуриатом Обои. 
20 июля 2022 года президент Мусевени назначил Мао министром юстиции и конституционных дел, что вызвало дебаты о степени оппозиционности политика.  28 июля 2022 года Мао был приведен к присяге в Государственной резиденции Энтеббе в присутствии президента Мусевени. 

## Личная жизнь
Норберт Мао был женат на Наоми Мао, они воспитывали двоих сыновей. Супруги развелись 27 мая 2019 года после 16 лет брака. 1 июня 2024 года Мао женился на Беатрис Намби в городе Гулу. Мао приходится сводным братом Дэниелу Кидеге, бывшему спикеру Восточноафриканской законодательной ассамблеи. Норберт Мао владеет языком ачоли, луганда, ньянколе и английским.

## Дополнительные ссылки
- Сайт округа Гулу
- Страница Норберта Мао на Facebook